# Morte (Hébuterne)
Morte è un dipinto della pittrice francese Jeanne Hébuterne.

## Descrizione
Il quadro ritrae una donna che giace morta dopo essersi conficcata un pugnale al cuore. Gravida sanguinante tra le lenzuola bianche.